# ダーウィンレア
ダーウィンレア（Rhea pennata）またはレッサーレアはレア目レア科レア属に属す飛べない鳥類。

## 特徴
体高90-100cm、体長92-100cm、体重15-28.9kg。ほとんどの平胸類より大きな翼を持ち、それを使って上手く走ることが可能である。時速60kmで走ることができ、捕食者から逃れることができる。つま先の鋭い爪は効果的な武器である。羽毛は後羽がないという点でダチョウのそれに似ている。羽毛には茶色と白の斑点がある。足根骨の上部にも羽毛がある。足根骨は28-32cmの長さがあり、前面に18枚の水平プレートがある。

## 分類
伝統的に3亜種を認めてきた。
- R. p. garleppi – ペルー、ボリビア南西部、アルゼンチン北西部のプナ草原（英語版）[7]
- R. p. tarapacensis –チリ北部のプナ草原（英語版）のアリカ・イ・パリナコータ州からアントファガスタ州まで[8]
- R. p. pennata -アルゼンチンとチリのパタゴニア平原[1][7]

IUCNは前者の2亜種を別種 R. tarapacensis としている。この2亜種はともに Charles Chubbによって1913年に記載。garleppiはtarapacensisの幼生シノニムの可能性あり。

## 生態
主に草食性で、小動物 (トカゲ、カブトムシ、バッタ) も時々食べる。主にサボテンやサボテンの果実、草などを食べる。静かな鳥だが、雛の様な声で口笛を吹くときと、オスがメスを探している時は鳴き声が大きくなる。オスは、一度卵を孵化させる際に攻撃的になるため、メスは後の卵を巣の中ではなく巣の近くに産む。卵のほとんどはオスによって巣に移されるが、一部は外に残り、そこで腐ってハエを引き付ける。オス、そして後に雛が、これらのハエを食べる。抱卵期間は30-44日で、抱卵数は5-55個。卵は87-126mmで、緑がかった黄色である。雛は3歳までに成熟する。繁殖期以外は非常に社交的で、性別も年齢もさまざまな5-30羽のグループで活動する。
- ダーウィンレアの家族（チリ、2006年）
- ダーウィンレアの頭(en:Edinburgh Zoo)